# Saint-Martin-du-Mont (Saône-et-Loire)
Pour les articles homonymes, voir Saint-Martin et Saint-Martin-du-Mont.
Saint-Martin-du-Mont est une commune française située dans le département de Saône-et-Loire, en région Bourgogne-Franche-Comté.

## Géographie
Saint-Martin-du-Mont fait partie de la Bresse louhannaise.

### Climat
Pour des articles plus généraux, voir Climat de la Bourgogne-Franche-Comté et Climat de Saône-et-Loire.
En 2010, le climat de la commune est de type climat océanique dégradé des plaines du Centre et du Nord, selon une étude du Centre national de la recherche scientifique s'appuyant sur une série de données couvrant la période 1971-2000. En 2020, Météo-France publie une typologie des climats de la France métropolitaine dans laquelle la commune est exposée à un climat semi-continental et est dans la région climatique Bourgogne, vallée de la Saône, caractérisée par un bon ensoleillement (1 900 h/an), un été chaud (18,5 °C), un air sec au printemps et en été et des vents faibles.
Pour la période 1971-2000, la température annuelle moyenne est de 11,1 °C, avec une amplitude thermique annuelle de 17,5 °C. Le cumul annuel moyen de précipitations est de 1 036 mm, avec 11,9 jours de précipitations en janvier et 8,2 jours en juillet. Pour la période 1991-2020, la température moyenne annuelle observée sur la station météorologique de Météo-France la plus proche, « Montpont », sur la commune de Montpont-en-Bresse à 12 km à vol d'oiseau, est de 11,8 °C et le cumul annuel moyen de précipitations est de 1 026,2 mm. 
La température maximale relevée sur cette station est de 40,3 °C, atteinte le 31 juillet 2020 ; la température minimale est de −16,5 °C, atteinte le 20 décembre 2009,,.
Les paramètres climatiques de la commune ont été estimés pour le milieu du siècle (2041-2070) selon différents scénarios d'émission de gaz à effet de serre à partir des nouvelles projections climatiques de référence DRIAS-2020. Ils sont consultables sur un site dédié publié par Météo-France en novembre 2022.

## Urbanisme

### Typologie
Au 1er janvier 2024, Saint-Martin-du-Mont est catégorisée commune rurale à habitat dispersé, selon la nouvelle grille communale de densité à sept niveaux définie par l'Insee en 2022.
Elle est située hors unité urbaine. Par ailleurs la commune fait partie de l'aire d'attraction de Louhans, dont elle est une commune de la couronne,. Cette aire, qui regroupe 15 communes, est catégorisée dans les aires de moins de 50 000 habitants,.

### Occupation des sols
L'occupation des sols de la commune, telle qu'elle ressort de la base de données européenne d’occupation biophysique des sols Corine Land Cover (CLC), est marquée par l'importance des territoires agricoles (85 % en 2018), une proportion identique à celle de 1990 (85 %). La répartition détaillée en 2018 est la suivante : zones agricoles hétérogènes (43,9 %), prairies (41,1 %), forêts (14,6 %), zones urbanisées (0,4 %). L'évolution de l’occupation des sols de la commune et de ses infrastructures peut être observée sur les différentes représentations cartographiques du territoire : la carte de Cassini (XVIIIe siècle), la carte d'état-major (1820-1866) et les cartes ou photos aériennes de l'IGN pour la période actuelle (1950 à aujourd'hui).

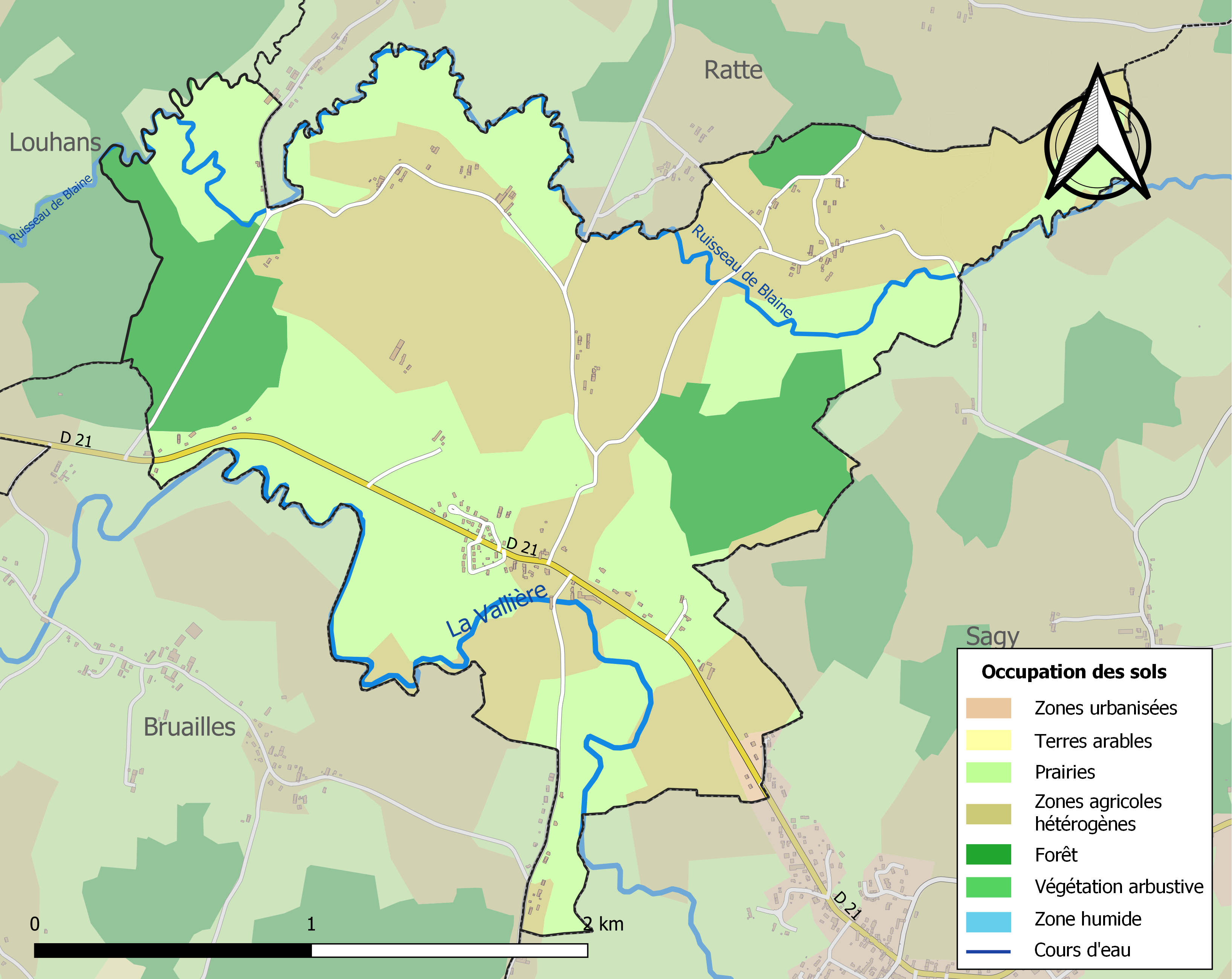
Carte des infrastructures et de l'occupation des sols de la commune en 2018 (CLC).

## Politique et administration

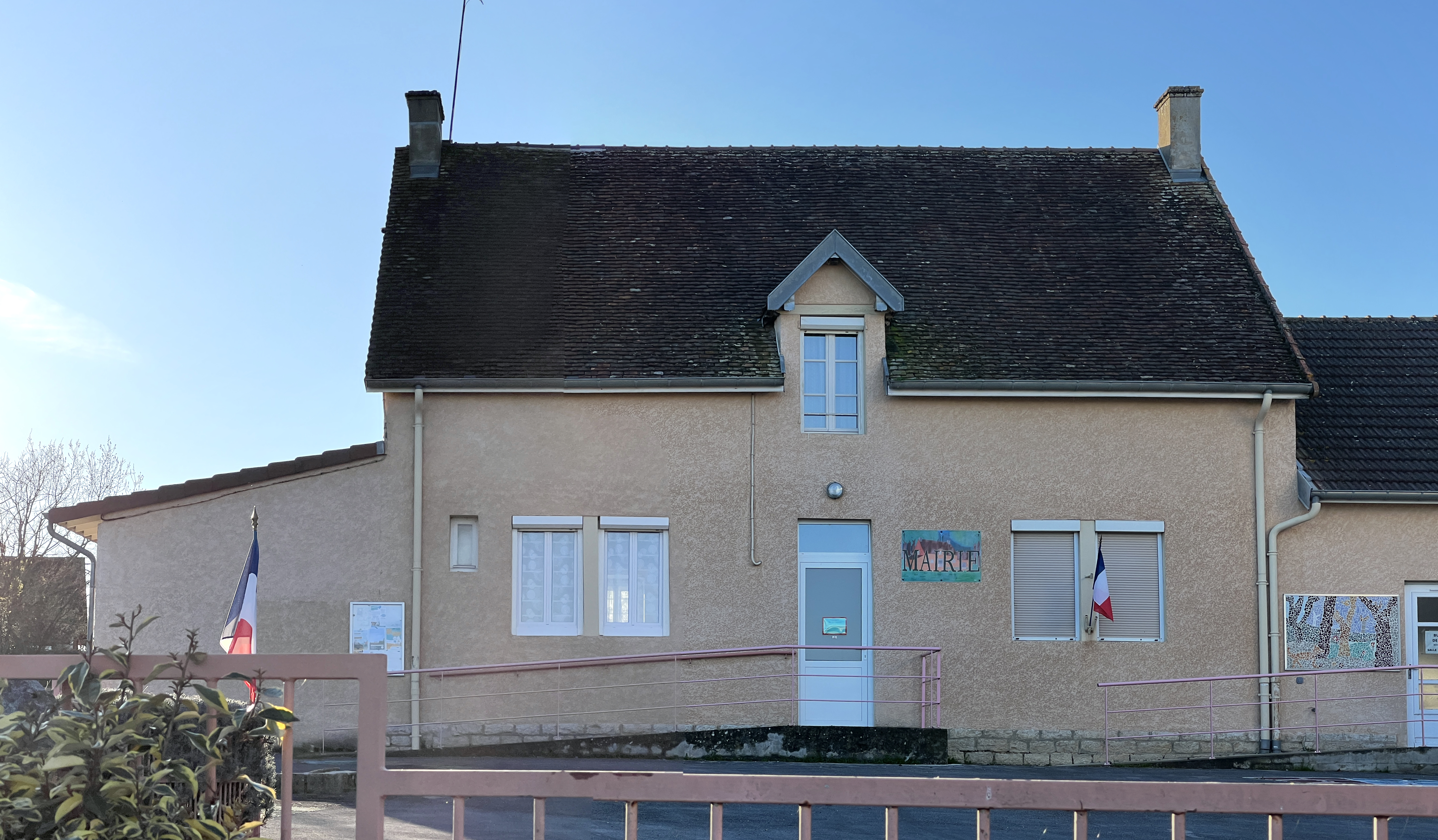
Mairie.

### Tendances politiques et résultats

#### Élections présidentielles
Le village de Saint-Martin-du-Mont place en tête à l'issue du premier tour de l'élection présidentielle française de 2017, Emmanuel Macron (LaREM) avec 29,73 % des suffrages. Ainsi que lors du second tour, avec 64,81 %.

#### Élections législatives
Le village de Saint-Martin-du-Mont faisant partie de la quatrième circonscription de Saône-et-Loire, place lors du 1er tour des élections législatives françaises de 2017, Catherine Gabrelle (LREM) avec 36,76 % des suffrages. Mais lors du second tour, les deux candidates, Cécile Untermaier (PS) et Catherine GABRELLE (LREM) arrive à égalité avec 50 % des suffrages.
Lors du 1er tour des élections législatives françaises de 2022, Cécile Untermaier (PS), députée sortante, arrive en tête avec 30,56 % des suffrages comme lors du second tour, avec cette fois-ci, 55,17 % des suffrages.

#### Élections régionales
Le village de Saint-Martin-du-Mont place la liste « Notre Région Par Cœur » menée par Marie-Guite Dufay, présidente sortante (PS) en tête, dès le 1er tour des élections régionales de 2021 en Bourgogne-Franche-Comté, avec 33,96 % des suffrages. Lors du second tour, les habitants décideront de placer de nouveau la liste de « Notre Région Par Cœur » menée par Marie-Guite Dufay, présidente sortante (PS) en tête, avec cette fois-ci, près de 42,59 % des suffrages. Devant les autres listes menées par Gilles Platret (LR) en seconde position avec 25,93 %, Julien Odoul (RN), troisième avec 24.07 % et en dernière position celle de Denis Thuriot (LaREM) avec 7,41 %. Il est important de souligner une abstention record lors de cette élection qui n'ont pas épargné le village de Saint-Martin-du-Mont avec lors du premier tour 57,46 % d'abstention et reste identique au second.

#### Élections départementales
Le village de Saint-Martin-du-Mont faisant partie du canton de Louhans place le binôme de Mathilde Chalumeau (DVD) et de Anthony Vadot (DVD), en tête, dès le 1er tour des élections départementales de 2021 en Saône-et-Loire avec 43,40 % des suffrages. Lors du second tour, les habitants décideront de placer de nouveau le binôme de Mathilde Chalumeau (DVD) et de Anthony Vadot (DVD) en tête, avec cette fois-ci, près de 84,31 % des suffrages. Devant l'autre binôme menée par Cyriak Cuenin (RN) et Annie Hassler (RN) qui obtient 15,69 %. Il est important de souligner une abstention record lors de ces élections qui n'ont pas épargné le village de Saint-Martin-du-Mont avec lors du premier tour 57,46 % d'abstention et reste identique au second.

### Liste des maires de Saint-Martin-du-Mont
| Période                                  | Période   | Identité           | Étiquette | Qualité |
| ---------------------------------------- | --------- | ------------------ | --------- | ------- |
| avant 1981                               | 1983      | Marcel Cornet      | DVG       |         |
| mars 1983                                | mars 2008 | Jean-Paul Comparet |           |         |
| mars 2008                                | en cours  | Éric Bernard       |           |         |
| Les données manquantes sont à compléter. |           |                    |           |         |

## Démographie
L'évolution du nombre d'habitants est connue à travers les recensements de la population effectués dans la commune depuis 1793. Pour les communes de moins de 10 000 habitants, une enquête de recensement portant sur toute la population est réalisée tous les cinq ans, les populations de référence des années intermédiaires étant quant à elles estimées par interpolation ou extrapolation. Pour la commune, le premier recensement exhaustif entrant dans le cadre du nouveau dispositif a été réalisé en 2005.

En 2022, la commune comptait 175 habitants, en évolution de −15,05 % par rapport à 2016 (Saône-et-Loire : −1,06 %, France hors Mayotte : +2,11 %).
| 1793 | 1800 | 1806 | 1821 | 1831 | 1836 | 1841 | 1846 | 1851 |
| ---- | ---- | ---- | ---- | ---- | ---- | ---- | ---- | ---- |
| 214  | 206  | 260  | 264  | 304  | 266  | 258  | 239  | 240  |

| 1856 | 1861 | 1866 | 1872 | 1876 | 1881 | 1886 | 1891 | 1896 |
| ---- | ---- | ---- | ---- | ---- | ---- | ---- | ---- | ---- |
| 248  | 240  | 231  | 247  | 266  | 242  | 241  | 235  | 211  |

| 1901 | 1906 | 1911 | 1921 | 1926 | 1931 | 1936 | 1946 | 1954 |
| ---- | ---- | ---- | ---- | ---- | ---- | ---- | ---- | ---- |
| 238  | 213  | 212  | 199  | 205  | 195  | 190  | 166  | 166  |

| 1962 | 1968 | 1975 | 1982 | 1990 | 1999 | 2005 | 2006 | 2010 |
| ---- | ---- | ---- | ---- | ---- | ---- | ---- | ---- | ---- |
| 179  | 167  | 137  | 167  | 155  | 146  | 151  | 163  | 217  |

| 2015 | 2020 | 2022 | - | - | - | - | - | - |
| ---- | ---- | ---- | - | - | - | - | - | - |
| 209  | 180  | 175  | - | - | - | - | - | - |

## Culture locale et patrimoine

### Lieux et monuments
- La chapelle vicariale Saint-Martin (ancienne annexe de Saint-Pierre de Sagy), édifice reconstruit en 1659 et restauré en 1823-1824. En 1982, cette chapelle connut une nouvelle restauration, grâce à une forte mobilisation des habitants de chaque hameau du village : plafond retiré, déblaiement, pose du carrelage. La chapelle se compose d'une nef lambrissée à charpente apparente en chêne (éclairée de chaque côté par deux baies en plein cintre) et, dans son prolongement, d’un chevet à trois pans. Elle est précédée d’un porche ouvert à charpente apparente, appuyé d’un côté à la façade et porté par deux piliers de bois. Le clocheton à flèche pyramidale aiguë est en léger retrait par rapport à la façade (le bref fût de section carrée qui le supporte, recouvert d’ardoises, est ajouré sur deux faces par deux petites baies). Le cimetière entoure la chapelle.
- Au bourg : la mairie (ancienne école dont l'éducation se rejoignait avec celle de Sagy) et un bâtiment utilisé comme salle de fêtes ou salle de réunions.

### Héraldique
| Blason de Saint-Martin-du-Mont | Blason  | D'azur à deux bandes ondées abaissées d'argent, accompagnée en chef à senestre d'un lion d'hermine ; au franc-quartier de gueules chargé d'une tête de cheval coupée d'or. |
| Blason de Saint-Martin-du-Mont | Détails | Le statut officiel du blason reste à déterminer. |

## Pour approfondir